# Echte lampionplant
De echte lampionplant (Physalis alkekengi) (ook: jodenkers) is een 25-120 cm hoge vaste plant uit de nachtschadefamilie (Solanaceae). De naam jodenkers is afgeleid van de vorm van de vrucht die doet denken aan de middeleeuwse hoofdbedekking van Joden.

## Kenmerken
De vierkantige stengels bevatten verspreid staande, gesteelde bladeren. De bladstelen zijn 1-6 cm lang. De plant is verspreid behaard. De okselstandig geplaatste, 2-3 cm grote, witte stervormige, bloemen groeien om de beurt. Tijdens de bloei zijn de groene kelkbladen 5-8 mm lang en hebben ze driehoekige tanden. Na de bloei groeit de kelk uit tot ze de vrucht omvat. De kelk en de vrucht vormen de oranje, 4-5 cm grote lampion waaraan de plant zijn naam te danken heeft. De bloeiperiode loopt van juni tot in september.

## Voorkomen
De oorsprong van de echte lampionplant is onzeker. Heukels' Flora van Nederland vermeldt Zuidoost-Europa, Maggie Whitson en Paul S. Manos noemen China. Ook Japan wordt vaak genoemd. In Europa komt de soort in grote delen van Midden-Europa verwilderd voor.

## Toepassingen
De oranje lampionnen kunnen in droogboeketten worden gebruikt. Hiervoor worden de takken na de bloei geplukt en enkele weken ondersteboven gedroogd..
De rode vruchten van de tuinplant kunnen gegeten worden. Ze worden onder meer in marmelades, dranken, en nagerechten gebruikt. Ook gedompeld in vloeibare chocolade worden ze wel genuttigd. De smaak ligt tussen zoet en zoetzuur. Ze bevatten suikers, citroenzuur, vitamine C, physaline, ijzer en de kleurstof carotenoïde. Tijdens het plukken moet men opletten dat de bessen niet in aanraking komen met de lampionnen. De bessen krijgen door deze aanraking een bittere smaak.
In de middeleeuwen werden de rijpe bessen samen met druiven geperst en gegist. De verkregen wijn werd gedronken als middel tegen jicht en blaas- en nieraandoeningen.
Op oude schilderijen wordt de plant vaak gebruikt om een herfststemming te creëren.
De bloemen zijn giftig, maar sommige huisdieren, zoals katten worden hier niet door afgeschrikt. Huidcontact met de olieachtige oppervlakte van de plant kan tot allergische reacties leiden.

## Tuin
Wie de plant wil zaaien, kan dit het beste omstreeks mei doen. Hoewel de plant als vaste plant bekendstaat, is overhouden in tuinen in de Benelux lastig. De bovengrondse delen sterven in het najaar af. Wel komt de plant in het voorjaar weer op. Vaak is enige beteugeling van het zich uitbreidende wortelstelsel in de tuin noodzakelijk, ze heeft de neiging te woekeren.
Naast de variëteit Physalis alkekengi var. franchetii zijn er twee bekende cultivars: Physalis alkekengi 'Gigantea' en Physalis alkekengi 'Gnome'.
|  |  |  |